# Dijon
Dijon er en by i det østlige Frankrig med omkring 150.000 indbyggere.
Byen er préfecture (administrativ by) i Côte-d'Or-départementet og den historiske hovedby i regionen Bourgogne.
Byen er kendt for sin sennep.

## Uddannelse
- Burgundy School of Business

## Født i Dijon
- Karl den Dristige, hertug af Burgund 1467-77
- Charles de Brosses – forfatter
- Henry Darcy – ingeniør
- Gustave Eiffel – ingeniør